# Alfa-hélice

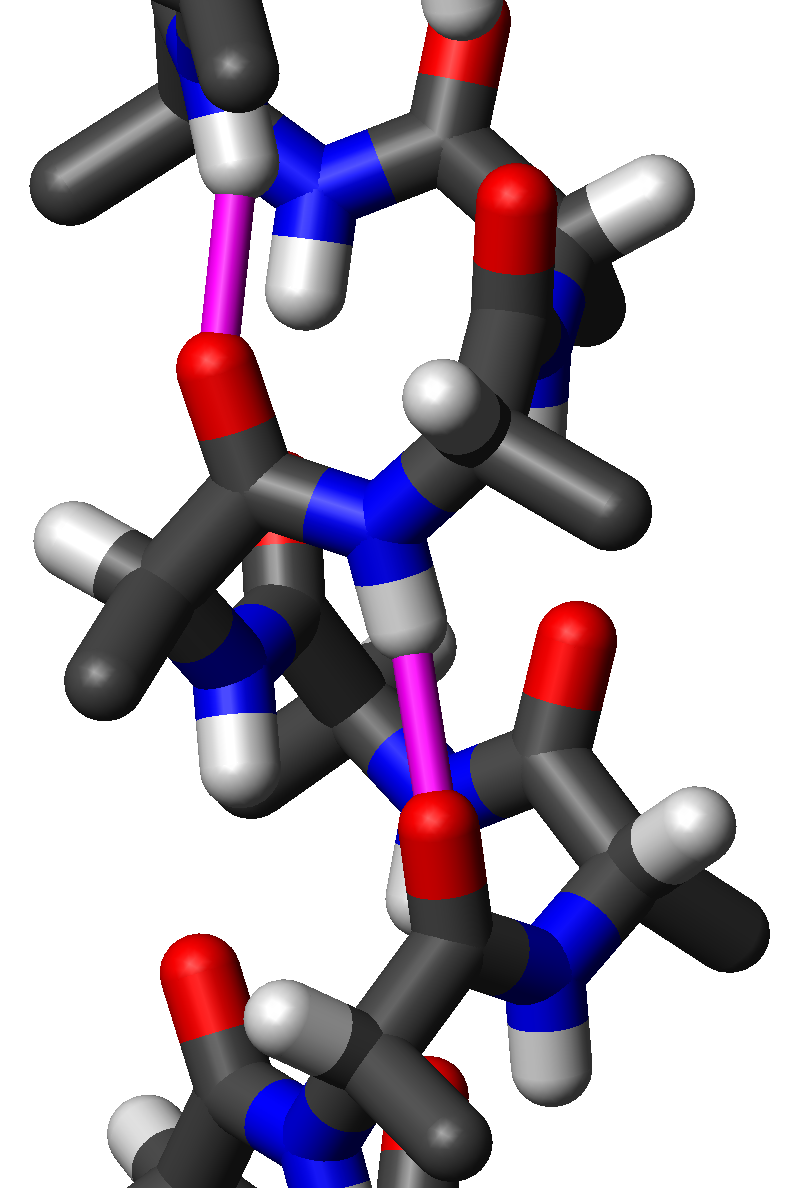

Alfa-hélice ou α-hélice está presente na estrutura secundária dos níveis de organização das proteínas. Se assemelha a uma escada em espiral. Nesta estrutura o esqueleto de polipeptídeo está estreitamente enrolado ao longo do maior eixo da molécula e os grupos R dos resíduos de aminoácido projetam-se para fora do esqueleto helicoidal.
A estabilização se dá pela presença das ligações de hidrogênio entre os grupamentos NH e CO da cadeia principal. O grupamento CO de cada aminoácido forma ponte de hidrogênio com o grupamento NH do aminoácido que está situado a quatro unidades adiante na sequência linear, sendo que todos os grupamentos NH e CO formam pontes de hidrogênio. As ligações formadas entre esses grupamentos são fortes, visto que a distância entre os átomos de N e O é de aproximadamente a 2,8 Å, o que é considerado ideal para uma ligação de hidrogênio forte. Além disso, pelo fato do interior das α-hélice ser altamente empacotado, os contatos de van der Walls que ocorrem através da hélice aumentam sua associação, consequentemente sua estabilidade. O sentido de giro de uma α-hélice pode ser para a direita (hélice dextrorsa) ou para a esquerda (hélice sinistrorsa). Em geral, as α-hélices encontradas em proteínas são dextrorsas. As α-hélices voltadas para esquerda dificilmente ocorrem, pois, a posição dos grupos radicais de seus aminoácidos se encontra muito próximos da cadeia polipeptídica da proteína, assim interferindo as ligações que dão origem a estrutura secundária. Isso contribui para o fato de seus parâmetros helicoidais estarem levemente proibidos no gráfico de Ramachandran, com ângulos ψ e φ próximos de +57 e +47 respectivamente. 
Na estrutura alfa-hélice o aminoácido prolina não irá formar pontes de hidrogénio, razão pela qual é mais comum encontrá-lo no fim de cadeia.